# Ludwig Sitalsing
Ludwig Bhagwandin Sitalsing (Nickerie, 28 april 1901 – Den Bosch, 24 augustus 1978) was een Surinaams ambtenaar en politicus van de Verenigde Hindoestaanse Partij (VHP).
Hij was meer dan 20 jaar werkzaam in het onderwijs, onder andere als hoofd van de openbare school op Meerzorg, voor hij in 1944 overstapte naar de bestuursdienst. Twee jaar later werd hij daar benoemd tot opzichter.
Hij behoorde tot de Hindostaans-Javaanse Politieke Partij (HJPP) met als voorzitter de praktizijn Jagernath Lachmon. Die partij ging begin 1949 op in de VHP. Zowel in 1947 als in 1948 deed Sitalsing zonder succes mee aan tussentijdse parlementsverkiezingen. Bij de algemene verkiezingen in 1949 lukte het hem wel om, in het district Saramacca, verkozen te worden tot lid van de Staten van Suriname. Hij zou twee jaar Statenlid blijven.
Eind 1949 werd hij tijdelijk hoofd van de dienst der Rijpere Jeugd. Bijna twee jaar later volgde zijn definitieve benoeming tot hoofd van het Opvoedingsgesticht voor jongens in Oosthuizen. Later was hij directeur van 's Lands Opvoedingsgesticht voor meisjes in Paramaribo. Hij zou in die of een soortgelijke functie tot circa 1974 werkzaam blijven.
Sitalsing overleed in 1978 in Nederland op 77-jarige leeftijd.